# Anna Nowak (aktorka)
Anna Maria Nowak-Ibisz (ur. 10 października 1966 w Warszawie) – aktorka kina polskiego i niemieckiego, prezenterka telewizyjna.

## Życiorys
Gdy miała 11 lat, zmarła jej matka, od tamtej pory wychowywał ją samotnie ojciec. W 1989 ukończyła studia na Wydziale Aktorskim PWSFTviT w Łodzi.
24 lutego 1990 zadebiutowała na scenie rolą Maszy w Sześciu postaciach z czajką w tle wystawianych w Teatrze Studio w Warszawie. Tam została dostrzeżona przez twórców serialu Lindenstraße, pierwszej opery mydlanej w niemieckiej telewizji, w którym od 1990 grała polską imigrantkę Urszulę Winicką. Żeby dorobić do pensji aktorki teatralnej, pracowała w niemieckich hotelach i restauracjach. W 1993 odeszła z Teatru Studio. W grudniu 2008 formalnie zakończyła pracę przy serialu Lindenstraße, by skupić się na wychowaniu syna. Wiosną 2009 uczestniczyła w dziewiątej edycji programu rozrywkowego TVN Taniec z gwiazdami.
W 2011 została prezenterką telewizyjną stacji TVN Style, dla której prowadziła programy: Pani gadżet (2011–2023), Pani gadżet erotycznie (2019–2020), Zawodowa Anka (2023) i Nieczysta gra (2024) oraz współprowadziła Patent na dom (2020). W 2017 wzięła udział w kampanii reklamowej marki spożywczej Winiary.

## Życie prywatne
W latach 2005–2009 była żoną Krzysztofa Ibisza, z którym ma syna, Vincenta (ur. w 2006). W 2009 doszło do rozwodu, którego powodem była obecność innej kobiety w życiu Ibisza.

## Filmografia
- 2019: Na Wspólnej jako Anna Bednarczyk
- 2016: Druga szansa jako kobieta zatrudniająca Grzegorza (odc. 12)
- 2012: Prawo Agaty jako Anita Dziedzic (odc. 8)
- 2010: Klub szalonych dziewic jako Edyta Załuska
- 2008: Karolcia
- 2004: Camera Cafe jako konsultantka feng shui – odcinek 40
- 2003: Kasia i Tomek jako żona Niemca – odcinek 9
- 2001: M jak miłość jako reporterka – odcinek 21
- 2000: Gumblast Vodka jako Zofia
- 2000: Słoneczna włócznia jako reporterka
- 1999: Krugerandy jako lesbijka w klubie
- 1999: Jakob the liar jako Maria
- 1999: Ekstradycja 3 jako reporterka
- 1998: 13 posterunek jako Krystyna – odcinek 30
- 1997: Die Hochzeiten werden im Himmel erfüllt – Żona przychodzi nocą jako Barbara Wasiljewna
- 1997: Taekwondo jako kelnerka
- 1996: Ekstradycja 2 jako reporterka
- 1995: Gracze jako asystentka Gracza
- 1990–2009: Lindenstraße jako Urszula Winnicki
- 1989: Triumph of the spirit jako więźniarka
- 1988: Ślub S. Wyspiańskiego (reż. A. Hanuszkiewicz) jako Marysia
- 1988: Kolor z nieba (etiuda)
- 1986: Noc meksykańska (etiuda)
- 1985: Żuraw i Czapla jako koleżanka Kasi